# Hostivice
Hostivice település Csehországban, Nyugat-prágai járásban. Hostivice Chrášťany, Prága, Dobrovíz, Jeneč, Chýně és Červený Újezd településekkel határos. Lakosainak száma 9155 fő (2024. január 1.).

## Népesség
A település lakosságának változását az alábbi diagram mutatja:
| Lakosok száma | 1661 | 2267 | 2802 | 4113 | 4310 | 4586 | 8244 | 8546 | 8777 | 9155 |
|               | 1869 | 1890 | 1921 | 1950 | 1980 | 2001 | 2017 | 2019 | 2022 | 2024 |